# 呂洞賓

雪村周継・作の呂洞賓図

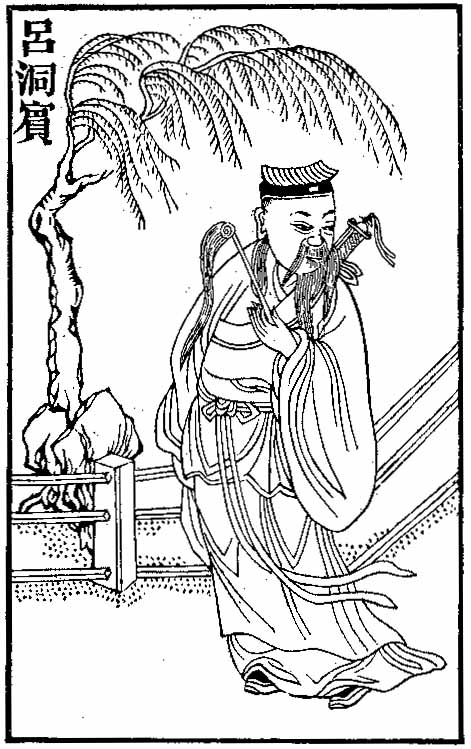
呂洞賓

呂 洞賓（りょ どうひん、貞元12年4月14日（796年5月4日） - ?）は、中国の代表的な仙人である八仙の一人。

## 概要
名は嵒（嵓、巌、巖、岩とも書く。もとの名は煜）といい、洞賓は字である。号は純陽子。純陽真人とも呼び、或いは単に呂祖（りょそ）とも呼ばれる。
民間信仰の対象となり人々に敬愛されたことから、13世紀に元の武宗から「純陽演正警化孚佑帝君」の称号を贈られ、正式な神仙となった。以後の王朝からも神と公認され、道教での普遍的な称号は孚佑帝君と称される。
蒲州永楽県（現在の山西省運城市芮城県）の人。祖父は唐の礼部侍郎の呂渭。父は海州刺史の呂譲。
師は鍾離権であり、終南山で秘法（飛剣を飛ばし魔を退治する「天遁剣法」、また雷雨を操る「雷法」）を授かり、道士となったとされる。その姿は背に剣を負った書生で、青年あるいは中年男性として描かれる。
呂洞賓に関する資料として「純陽呂真人文集」「呂祖志」「呂祖全書」「呂祖彙集」などがある。
科挙受験者であり、教養のある出自であることから優れた詩歌を幾つも残したという伝承があり、現代にも呂洞賓作と名乗る修行書や詩歌作品が多数残されているが、宋風の特徴を持つ作品が多く、他の作者がその人気に肖って仮託したものと考えられる。
徒は曹国舅など。韓湘子や何仙姑を含める説もある。

## 伝承
生まれながらに金形木質・鶴頂亀骨・左眉の角に黒子があるなどの異形だった、母親が一羽の白鳥が室内に入る夢を見たあとに出生した、などの異常誕生譚がある。
幼い頃から聡明で、一日に万言を記したという。身長8尺2寸、好んで華陽巾を被り、黄色の襴衫を着て、黒い板をぶら下げていた。20歳になっても妻を娶ろうとはしなかった。
出世を目指し、科挙を二回受けたが、落第してしまう。長安の酒場にて、雲房と名乗る一人の道士（鍾離権）に出逢い、修行の誘いを受けるが、出世の夢が捨て切れず、これを断った。
鍾離権が黄粱を炊いている間、呂洞賓はうたた寝をし、夢を見る。科挙に及第、出世し、良家の娘と結婚し、たくさんの子供をもうけた。そうして40年が過ぎるが、ある時重罪に問われてしまい、家財を没収され、家族は離れ離れとなり、左遷されてしまう。
そこで目が覚めるが、まだ黄粱は炊けていなかった。俗世の儚さを悟り、鍾離権に弟子入りを求めると、十の試練を課されることとなる。これを見事こなした呂洞賓は、晴れて鍾離権の弟子となり、しばし修行した後、仙人となった。
この話は、『枕中記』の「黄粱の夢」と酷似している。また、この「黄粱の夢」に登場する呂翁が呂洞賓のことであるともされる。
『八仙得道伝』『八仙東遊記』など、明や清の章回小説においては、呂洞賓は鍾離権の師である東華帝君の生まれ変わりである、という記述が多く見られる。

### 十試
呂洞賓が鍾離権から受けた十の試練は以下のようなものである。
第一試
ある日、洞賓が外出し戻ってくると、家族全員が病死していた。彼は嘆くことなく淡々と葬儀の準備をした。しばらくすると、死者はみな生き返ったが、呂洞賓は全く怪しまなかった。
第二試
ある日、洞賓が市へ物を売りに行き、その値段を決めたが、相手が前言撤回し、値段の半分しか払わなかった。しかし、洞賓は何も言わなかった。
第三試
洞賓が元日に門を出ようとしたところ、乞食が施しを求めてきたので、洞賓は物を与えた。しかし、乞食はさらに物を要求し、その上罵りだした。しかし、洞賓はただ笑って謝るのみであった。
第四試
洞賓が山中で羊を放牧していると、一匹の飢えた虎が羊の群れを追いかけてきた。洞賓は羊を下山させ、身をもって虎の前に立ちふさがると、虎は去っていった。
第五試
洞賓が山中の道舎で読書をしていると、突然、17、8歳の絶世の美女がやってきた。母の元から帰るところなのだが、日が暮れてしまったので、休ませて欲しいという。夜になると、女性は何度も誘惑したが、洞賓は最後まで心を動かさなかった。女性は三日経った後、去っていった。
第六試
ある日、洞賓が外出し戻ってくると、家の財産が全て盗まれていた。しかし洞賓は怒りの色も見せず、自ら耕し始めた。すると、鋤に何か当たるものがある。掘り起こしてみると、数十の金錠（貨幣となる金塊）であった。しかし、洞賓はそれを土に埋め、一つも取らなかった。
第七試
ある日、洞賓は街で銅器を買って帰ったが、見るとそれは全て金でできていた。ただちに銅器の売り主を探し、これを返した。
第八試
気の狂った道士があぜ道で薬を売っており、「この薬を飲んだ者はたちどころに死に、再び生き返って得道できる」と言っていたが、10日経っても買う者はいなかった。洞賓がこれを買うと、道士が「速やかに死後に備えるがよい」と言った。洞賓はこの薬を飲んでみたが、何も起らなかった。
第九試
洞賓は大勢の人々と共に河を渡っていた。しかし中流に至ると河が氾濫し、風が激しく吹き荒れ、荒波がどっと押し寄せた。人々はみな恐れおののいたが、洞賓は端坐し動かなかった。
第十試
洞賓がひとり部屋で座っていると、突然奇妙な化け物が無数現れ、洞賓に襲いかかり殺そうとした。しかし洞賓は正座したままで、少しも恐れることがなかった。次に数十もの夜叉が襲いかかってきた。また、血をしたたらせた死刑囚が泣きながら「お前は前世で私を殺した。今、私の命を償ってくれ」と訴える。洞賓は「人を殺したのなら、償うのが理だ」と言い、刀を取り自殺しようとした。
すると突然、空中に大声が響き渡ったかと思うと、鬼神達はみな姿を消した。ただ一人、手を叩いて大笑いする者がいる。見ると、それは鍾離権であった。「あなたを10回試してみたが、心が堅く何事にも動じない。きっと仙人となることができるだろう」と言い、彼は呂洞賓を弟子とした。

### 黄鶴楼
中国四大名楼の一つである黄鶴楼の言い伝えに登場する仙人が、呂洞賓であるとも言われている。

### 楊家将演義
また、彼は楊家将演義にも登場する。宋と遼が争っている頃、呂洞賓と鍾離権が言い争をした。怒った呂洞賓が椿樹の精を連れて外界に下り、遼を助けることとし、それを知った鍾離権は宋に味方する。

## 民間信仰
呂洞賓が悪政に苦しむ民衆を助けるために出現したという伝承は各地にあり、三国時代の武将である関羽と肩を並べるほどの人気がある。癒神、武神、試験の神、財神（砂金採りの神）、御神籤・占いの神、理髪師・文具・遊女の業神として、道教では主神として祭る廟も多い。
また、全真教の開祖である王重陽に田舎の酒屋で金丹道の口訣を与えたという説話から、全真教では特に重要視されており、江南の全真教道士であった苗善時は宋・元代の呂洞賓の奇跡譚をまとめた「純陽帝君神化妙通紀」を編纂した。

## 諺
- 狗咬呂洞賓（犬が呂洞賓のような人を咬む） - 悪人と善人の見分けがつかないこと

## 参考・外部リンク
- 『東遊記』 エリート社、竹下 ひろみ／訳
- 東遊記（開放文学）（中文）-『洞賓店遇雲房』『雲房十試洞賓』
- 呂洞賓
- 八仙・二階堂研究室
- 仙人たちの修行の道・呂洞賓が受けた十回の試練 - (大紀元)